# Колініт

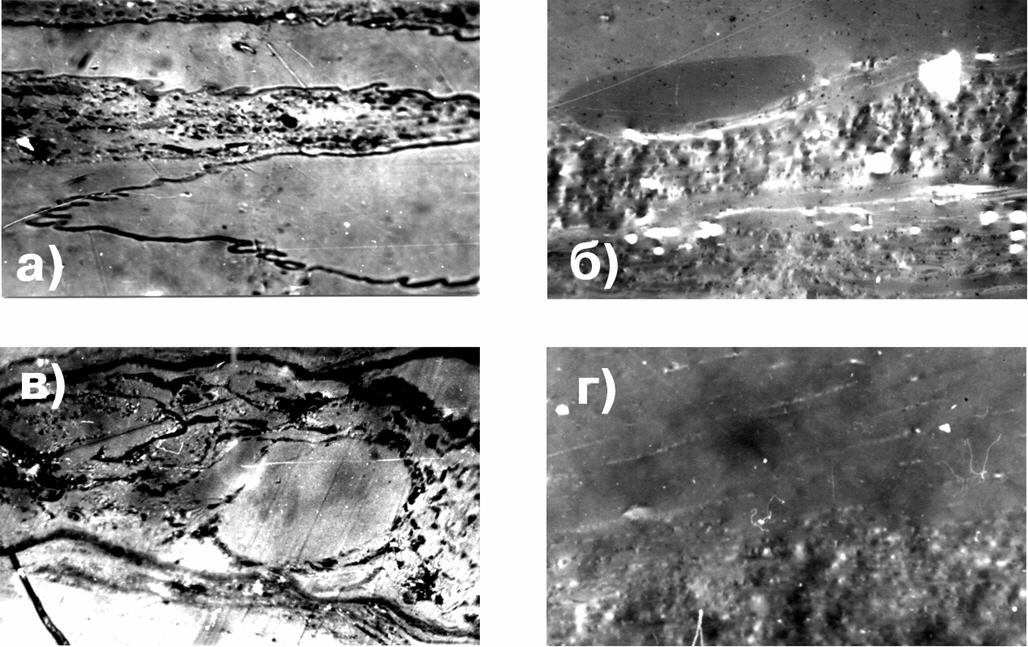
Група вітриніту: а — колініт (гомогенний сірий) з кутинітом (чорний). Відбите світло. Імерсія; б — колініт (гомогенний сірий), корпоколініт (темносіре овальне тіло ліворуч), телініт (нерівномірна смуга в центрі). Білі сфероліти — пірит. Відбите поляризоване світло. Стан згасання; в — вітродетриніт. Відбите світло. Імерсія; г — колініт (зверху), телініт (знизу).

Колініт — мацерал групи вітриніту.

## Загальний опис
Термін «колініт» походить від грецького слова «kolla», що значить «клей». Колініт є безструктурним компонентом вітриніту. В структурному вітриніті комірки (чарунки) часто заповнені колінітом, а стінки їх складаються з телініту. У вугіллі не зустрічаються вітренові шари, що складаються з чистого, істинного колініту. Якщо в шарах вітриніту структура не виявляється ні в збуджено-відображеному, ні в прохідному світлі, то у багатьох випадках це пояснюється не відсутністю комірчастої структури, а тим, що вона замаскована в результаті виконання комірок колоїдним гумусним гелем, відкладеним з гумусних розчинів. В такому разі немає ні щонайменшої відмінності ні в кольорі, ні в показнику заломлення між вітринізованими стінками комірок і колінітом, виконуючим ці комірки, тому первинна комірчаста структура не простежується. Проте в більшості випадків цю структуру можна спостерігати, застосовуючи йодисто-метиленову імерсію, травлення (наприклад, хромовою кислотою або перманганатом калію, розчиненим в сірчаній кислоті) або ж радіоактивне опромінювання.
Насправді колініт не зовсім безструктурний. Іноді в ньому виявляється зерниста будова, яку можна розрізнити під електронним мікроскопом, а іноді в колініті спостерігаються «плаваючі» фрагменти тканини, волокна і луски.